# Финансовый контроль в банках
Финансовый контроль в банках — совокупность действий и операций по проверке финансовых и связанных с ними вопросов деятельности коммерческого банка либо другой кредитной организации. Формы и методы финансового контроля, общие для организаций любой сферы деятельности, освещены в статье Методы финансового контроля. Настоящая статья посвящена особенностям банковского контроля и специфическим методам, характерным для его организации.

## Внутрибанковский контроль
Внутрибанковский контроль подразумевает процесс, постоянно идущий внутри банка на всех уровнях управления. Совет директоров и менеджмент банка несут ответственность за создание соответствующей культуры, облегчающей эффективное осуществление внутреннего контроля и за мониторинг его эффективности на постоянной основе. Однако каждый сотрудник кредитной организации должен принимать участие в этом процессе.
Основным нормативным документом, регулирующим вопросы организации внутрибанковского контроля в России, является положение Центрального банка Российской Федерации от 16 декабря 2003 года № 242-п «Об организации внутреннего контроля в кредитных организациях и банковских группах». В соответствии с положением, целями системы внутрибанковского контроля являются:
- обеспечение эффективности банковской деятельности,
- обеспечение сохранности банковских активов,
- управление банковскими рисками и поддержание их на уровне, не угрожающем финансовой устойчивости банка.

Совет директоров кредитной организации несёт ответственность:
- за утверждение и периодический пересмотр общей банковской стратегии,
- за установление приемлемого уровня рисков, принимаемых на себя банком,
- за обеспечения принятия руководством банка мер, необходимых для выявления, измерения, отслеживания и контроля таких рисков,
- за утверждение организационной структуры банка, позволяющей чётко разграничивать сферы ответственности, полномочий и отчётности,
- за создание и функционирование адекватной и действенной системы внутрибанковского контроля.

К подразделениям банка, непосредственно осуществляющим внутрибанковский контроль, относятся:
- Служба внутрибанковского контроля (внутреннего аудита),
- Ответственный сотрудник (структурное подразделение) по противодействию легализации доходов, полученных преступным путём, и финансированию терроризма,
- Контролёр профессионального участника рынка ценных бумаг,
- Ответственный сотрудник по правовым вопросам,
- Бухгалтерия, осуществляющая постоянный последующий контроль банковских операций.

## Внутрибанковский контроль и банковские риски
Система внутрибанковского контроля должна быть ориентирована на реализацию следующих принципов:
- принятие любого банковского риска должно соответствовать общему направлению стратегии банка и ожиданиям его акционеров,
- все существенные риски должны своевременно выявляться и последовательно наблюдаться,
- сотрудники, принимающие управленческие решения, должны осознавать связанные с ними банковские риски и учитывать уровень таких рисков,
- банк должен быть готов к чрезвычайным ситуациям, иметь план быстрого и эффективного реагирования на их возникновение.

## Служба внутреннего контроля коммерческого банка
Служба внутреннего контроля коммерческого банка является обособленным независимым подразделением, подчинённым совету директоров банка. Руководитель службы внутрибанковского контроля (внутреннего аудита) подконтролен председателю банка и обладает правом свободного доступа к высшему руководству банка. Руководители банка не вправе ограничивать направление и объём проверок службы внутрибанковского контроля. Сотрудники службы имеют неограниченное право доступа ко всем документам, могут обратиться за разъяснениями к любому сотруднику банка. Работники службы внутрибанковского контроля не должны участвовать в той деятельности, которую они призваны проверять.
Основные задачи службы внутрибанковского контроля:
- надзор за чётким разделением полномочий и обязанностей,
- мониторинг и управление банковскими рисками,
- наблюдение за согласованием контрольных процедур,
- контроль за обеспечением сохранности активов,
- проведение мероприятий последующего финансового контроля в форме ревизий и проверок территориальных и функциональных подразделений банка.

## Контрольные процедуры
Организационно-штатная структура коммерческого банка должна быть сформирована таким образом, чтобы не допускать конфликта интересов или сосредоточения в одних руках несовместимых функций. Следует обеспечивать чёткое разделение между различными сотрудниками (и даже подразделениями) полномочий по поиску клиентов, заключению сделок, проведению платежей, отражению их в учёте и контролю за совершёнными операциями.
Так, не допускается предоставлению одному лицу права:
- консультировать клиентов банка и совершать операции по счетам тех же клиентов,
- разрешать перечисление или выдачу денежных средств и осуществлять их,
- совершать банковские операции и проводить их по учёту,
- оценивать кредитоспособность потенциального заёмщика и впоследствии осуществлять контроль за выполнением условий кредитного договора,
- осуществлять операции по счетам клиентов и собственные финансовые операции банка.

В целях усиления внутреннего контроля за кассовыми операциями (как наиболее уязвимыми с точки зрения возможных злоупотреблений), в банках кассовые расходные операции, выполняемые кассиром банка, дополнительно контролируются контролёром. Соответственно, на расходном кассовом документе банка мы увидим не две, а три подписи:
- бухгалтера-операциониста, оформившего документ,
- контролёра, проверившего документ и разрешившего выдачу наличных денежных средств,
- кассира, выдавшего деньги.

В бухгалтерии банка предусматриваются отдельные работники, на которых возлагается обязанность сплошного последующего контроля совершённых банковских операций (включая кассовые). Все операции предыдущего дня в течение следующего рабочего дня должны быть полностью проверены на основании первичных учётных документов и записей в лицевые счета.
Помимо этого, главные бухгалтеры кредитных организаций, их заместители, начальники отделов обязаны по должности систематически производить последующие проверки бухгалтерской и кассовой работы банка.